# Чарльз Райс
Чарльз Райс (англ. Charles Rice; нар. 25 серпня 1952) — американський вірусолог, який займається вивченням вірусу гепатиту С. Професор вірусології в Рокфеллерському університеті. Лауреат Нобелівської премії з фізіології або медицини 2020 року.

## Нагороди та визнання
- 1986: стипендія The Pew Charitable Trusts[en] scholarship[5]
- 2004: член Американської асоціації сприяння розвитку науки[6]
- 2005: член Національної академії наук США[7]
- 2005: член Американського товариства мікробіології[en][8]
- 2007 M.W. Beijerinck Virology Prize[9]
- 2015: Премія Роберта Коха[en][10]
- 2016: Artois-Baillet Latour Health Prize[en][11]
- 2016: Lasker Award[12]
- 2020: Нобелівська премія з фізіології або медицини[13]

## Доробок
- mit Curt H. Hagedorn: The hepatitis C viruses (= Current Topics in Microbiology and Immunology. 242). Springer, Berlin u. a. 2000, ISBN 3-540-65358-9.
- als Herausgeber mit Raymond F. Schinazi und Jean-Pierre Sommadossi: Frontiers in viral hepatitis. Elsevier, Amsterdam u. a. 2003, ISBN 0-444-50986-0.